# Discopyge
Discopyge is een geslacht uit de familie van de stroomroggen (Narcinidae). Roggen uit deze familie kunnen elektrische schokken geven, maar doen dit alleen ter verdediging of om prooien te verlammen. Ze leven op zeebodems en zijn eierlevendbarend.
Dit geslacht omvat 2 soorten.

## Soorten
- Discopyge castelloi Menni, Rincón & García, 2008
- Discopyge tschudii Heckel, 1846